# Orthotylus virescens
Orthotylus virescens is een wants uit de familie van de blindwantsen (Miridae). De soort werd het eerst wetenschappelijk beschreven door Douglas en Scott in 1865.

## Uiterlijk
De groene wants heeft altijd volledig gevormde vleugels en kan 4 tot 5 mm lang worden. Het lichaam is bedekt met donkere haartjes. De poten zijn helemaal groen en de antennes geelachtig gekleurd. Het doorzichtige deel van de voorvleugels is donkergrijs. Orthotylus virescens lijkt sterk op Orthotylus adenocarpi en Orthotylus concolor. Alle drie leven ze op brem, dus dit geval kan de waardplant ook geen uitsluitsel geven maar Orthotylus virescens heeft een duidelijk kortere steeksnuit dan de andere twee soorten.

## Leefwijze
De soort overwintert als eitje en er is één generatie per jaar. De wants kan van mei tot oktober gevonden worden op brem (Cytisus scoparius) waar ze sap drinken van de plant en jagen op bladluizen.

## Leefgebied
In Nederland komt de soort algemeen voor in droge, kalkarme gebieden waar brem groeit. Het oorspronkelijke verspreidingsgebied is Palearctisch maar is ook in Noord-Amerika geïntroduceerd.